# Amelia Earhart
Amelia Mary Earhart (AFI: [əˌmiːliə ˈeəhɑːt]; Atchison, 24 luglio 1897 – ... scomparsa a Lae il 2 luglio 1937) è stata un'aviatrice statunitense.

## Biografia

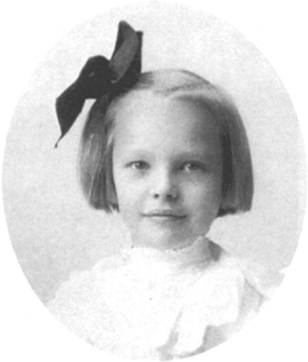
Amelia Earhart da bambina

Nasce il 24 luglio del 1897 nella casa dei nonni ad Atchison, in Kansas. Nel 1899 nasce la sorella Muriel. Nel 1905 i genitori di Amelia si trasferiscono a Des Moines, nell'Iowa, lasciando le figlie con i nonni. Solo nel 1908 queste raggiungeranno i loro genitori per poi trasferirsi, a causa del lavoro del padre, a Saint Paul, nel Minnesota (dove lei frequenta brevemente la Saint Paul Central High School), quindi a Chicago. Nel 1915 Amelia decide di frequentare i corsi per infermiera, che la porteranno a prestare servizio in un ospedale militare in Canada per tutta la durata della prima guerra mondiale.
Nel 1920, all'età di 23 anni, si reca insieme al padre a un raduno aeronautico presso il Daugherty Airfield a Long Beach in California e, pagando un dollaro, per la prima volta sale a bordo di un biplano per un giro turistico di dieci minuti sopra Los Angeles. È in quell'occasione che decide di imparare a pilotare un aereo. Comincia a frequentare le lezioni di volo e, a un anno di distanza, con l'aiuto della madre, acquista il suo primo biplano (di colore giallo), con il quale stabilirà il primo dei suoi record femminili, salendo a un'altitudine di 14.000 piedi (circa 4.300 m).
Nell'aprile del 1928 il capitano Hilton H. Railey le propone di essere la prima donna ad attraversare l'Atlantico e il 17 giugno, dopo diversi rinvii dovuti alle brutte condizioni del tempo, decollano con Amelia Earhart il pilota Stultz e il co-pilota e meccanico Gordon, a bordo di un Fokker F.VII, chiamato Friendship (amicizia). Sebbene Amelia sia relegata a poche funzioni, quando il team arriva in Galles ventuno ore dopo, gli onori sono quasi tutti per lei. Anche il Presidente Coolidge le invia con un cablogramma le sue personali congratulazioni.
L'8 aprile 1931, pilotando un autogiro Pitcairn PCA-2, stabilisce il record mondiale di altitudine, raggiungendo i 18 415 piedi (5 613 metri).
All'inizio del 1932 nessun altro pilota, a parte Lindbergh, aveva compiuto la trasvolata in solitaria dell'Oceano Atlantico. Ci riesce Lady Lindy, come viene soprannominata, completando l'impresa il 21 maggio con un Lockheed Vega equipaggiato con segnatempi Wittnauer, impiegando quattordici ore e cinquantasei minuti per volare da Terranova a Londonderry nell'Irlanda del Nord.
Il 24 agosto 1932 è la prima donna ad attraversare in volo gli Stati Uniti senza scalo, partendo da Los Angeles e arrivando a Newark (New Jersey). Sempre determinata e con l'intento di arrivare dove altri avevano fallito, diventa la prima aviatrice ad attraversare il Pacifico, da Oakland ad Honolulu, nelle Hawaii.

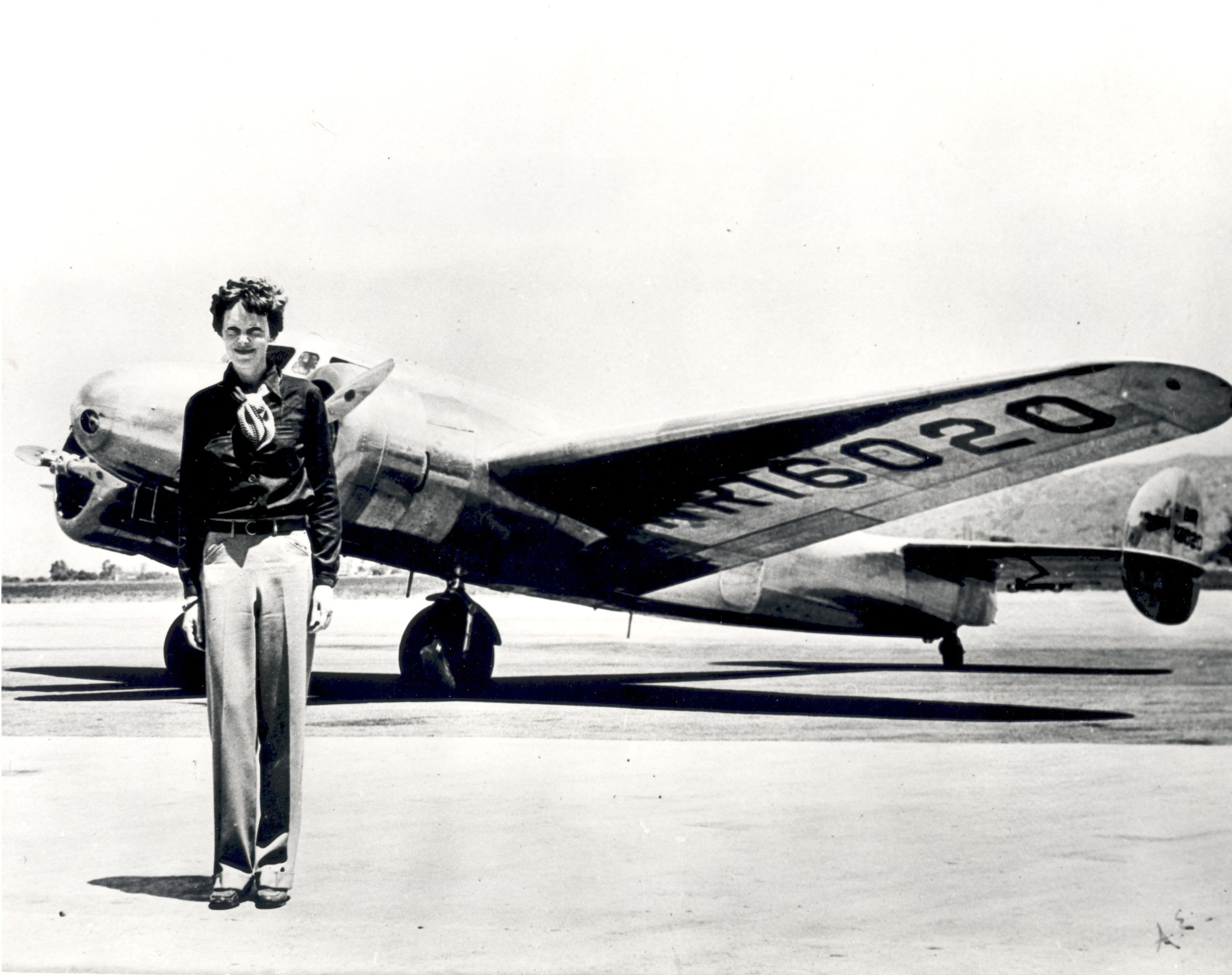
Amelia Earhart di fronte al suo aereo Lockheed L-10 Electra

### Giro del mondo

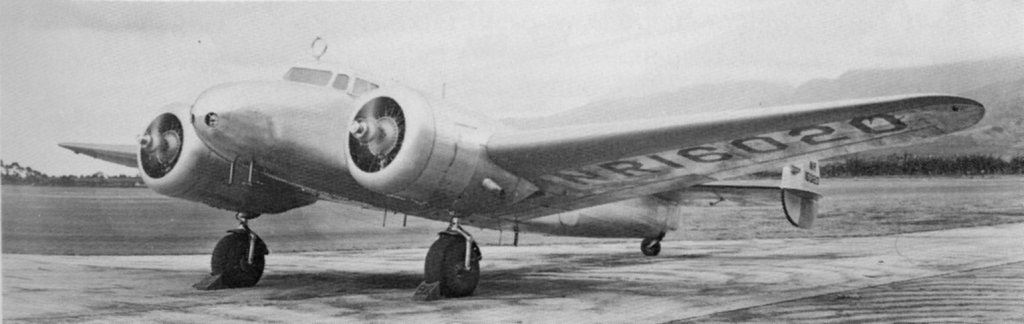
Il Lockheed L-10 Electra di Amelia Earhart: durante le modifiche la maggior parte dei finestrini fu oscurata e la fusoliera venne attrezzata con serbatoi del carburante realizzati su misura

#### Pianificazione
Earhart entrò nella Purdue University nel 1935 come visiting faculty member ("membro della facoltà in visita") per consigliare le donne sulla loro carriera e come consulente tecnico per il Dipartimento dell'Aeronautica. All'inizio del 1936 Earhart incominciò a pianificare il giro del mondo in aereo. Non sarebbe stata la prima a circumnavigarlo, ma avrebbe seguito il percorso più lungo, 47 000 km, seguendo una faticosa rotta equatoriale.
Finanziata dalla Purdue, nel luglio 1936 un monoplano bimotore Lockheed L-10 Electra venne costruito dalla Lockheed Aircraft Corporation seguendo le specifiche di Earhart, che includevano estese modifiche alla fusoliera per incorporare un grande serbatoio di carburante. Earhart definì il monoplano come il suo "laboratorio volante" e lo parcheggiò al Mantz's United Air Services, situato di fronte al campo di volo della fabbrica della Lockheed a Burbank, dove era stato costruito.
Nonostante fosse stato pubblicizzato come "laboratorio volante", erano stati previsti pochi esperimenti scientifici utili e il volo era stato organizzato principalmente per permettere a Earhart di circumnavigare il globo e raccogliere materiale e attenzione pubblica per il suo successivo libro. La sua prima scelta come navigatore fu il capitano Harry Manning, che era stato il capitano della President Roosevelt, la nave che aveva riportato indietro Earhart dall'Europa nel 1928.
Attraverso contatti nella comunità di aviatori di Los Angeles, Fred Noonan venne successivamente scelto come secondo navigatore, perché c'erano numerosi ulteriori fattori significativi che si dovevano gestire usando la navigazione astronomica in volo. Noonan aveva una grande esperienza, sia nella navigazione marittima (aveva la licenza di capitano di nave), sia in quella aerea.
Noonan aveva lasciato di recente la Pan Am, dove aveva elaborato la maggior parte delle rotte degli idrovolanti China Clipper nel Pacifico. Noonan era anche stato il responsabile dell'addestramento dei navigatori della Pan Am per la rotta da San Francisco a Manila. I piani originali erano di volare con Noonan come navigatore dalle Hawaii all'isola Howland, un tratto particolarmente difficile della trasvolata, quindi Manning avrebbe continuato con Earhart fino all'Australia e infine Earhart avrebbe proseguito da sola per il resto della trasvolata.

#### Primo tentativo
Il 17 marzo 1937, giorno di San Patrizio, Earhart e il suo equipaggio volarono lungo il primo tratto da Oakland a Honolulu. Oltre a Earhart e Noonan, si trovavano a bordo Harry Manning e Paul Mantz (che agiva come consulente tecnico di Earhart).
A causa di problemi di lubrificazione e di attrito nel meccanismo del mozzo dell'elica a passo variabile, l'aereo necessitò di manutenzione alle Hawaii. Infine l'aereo arrivò al campo di volo della Marina statunitense di Luke Field a Ford Island in Pearl Harbor. Il volo riprese tre giorni dopo da Luke Field con Earhart, Noonan e Manning a bordo, ma durante il decollo l'aereo fece un testacoda.
Le circostanze dell'incidente rimangono controverse; alcuni testimoni presenti a Luke Field, incluso un giornalista della Associated Press, dissero di aver visto esplodere uno pneumatico. Earhart pensò che fosse esploso lo pneumatico destro e/o che il carrello di atterraggio destro fosse collassato. Alcune fonti, tra cui Mantz, citano un errore di pilotaggio. Il volo venne annullato a causa dei danni all'aereo e questo venne rinviato via mare alla fabbrica della Lockheed a Burbank, per essere riparato.

#### Secondo tentativo

Amelia Earhart prima di un volo

Mentre l'Electra veniva riparato, Earhart e il marito George P. Putnam raccolsero ulteriori fondi e prepararono un secondo tentativo. Esso prevedeva di circumnavigare il globo da occidente a oriente e incominciò con un volo, non pubblicizzato, da Oakland a Miami, dove Earhart annunciò pubblicamente il suo progetto di circumnavigazione del globo. Il cambio di direzione del volo fu parzialmente dovuto a cambiamenti nel clima atmosferico lungo la rotta pianificata del primo tentativo. Noonan fu il solo membro dell'equipaggio di Earhart per questo secondo volo. Partirono da Miami il 1º giugno e, dopo diverse fermate in Sud America, in Africa, nel subcontinente indiano e nell'Asia sudorientale, arrivarono a Lae, in Nuova Guinea, il 29 giugno 1937. A questo punto avevano percorso 35 000 km; rimanevano da percorrere 11 000 km di volo sopra il Pacifico.

#### Partenza da Lae
Il 2 luglio 1937, a mezzanotte, Earhart e Noonan decollarono da Lae con l'Electra sovraccarico. La loro destinazione era l'Isola Howland, una striscia piatta di terra lunga 2 km, larga 500 m, alta 3 m e distante 4 113 km. La loro ultima posizione riportata fu vicino alle Nukumanu, circa 1 300 km lungo la rotta. Il cutter della Guardia costiera statunitense Itasca era stazionato a Howland, con l'incarico di comunicare con l'aereo di Earhart e guidarlo fino all'isola, una volta che fossero arrivati nelle sue vicinanze.

#### Avvicinamento finale a Howland

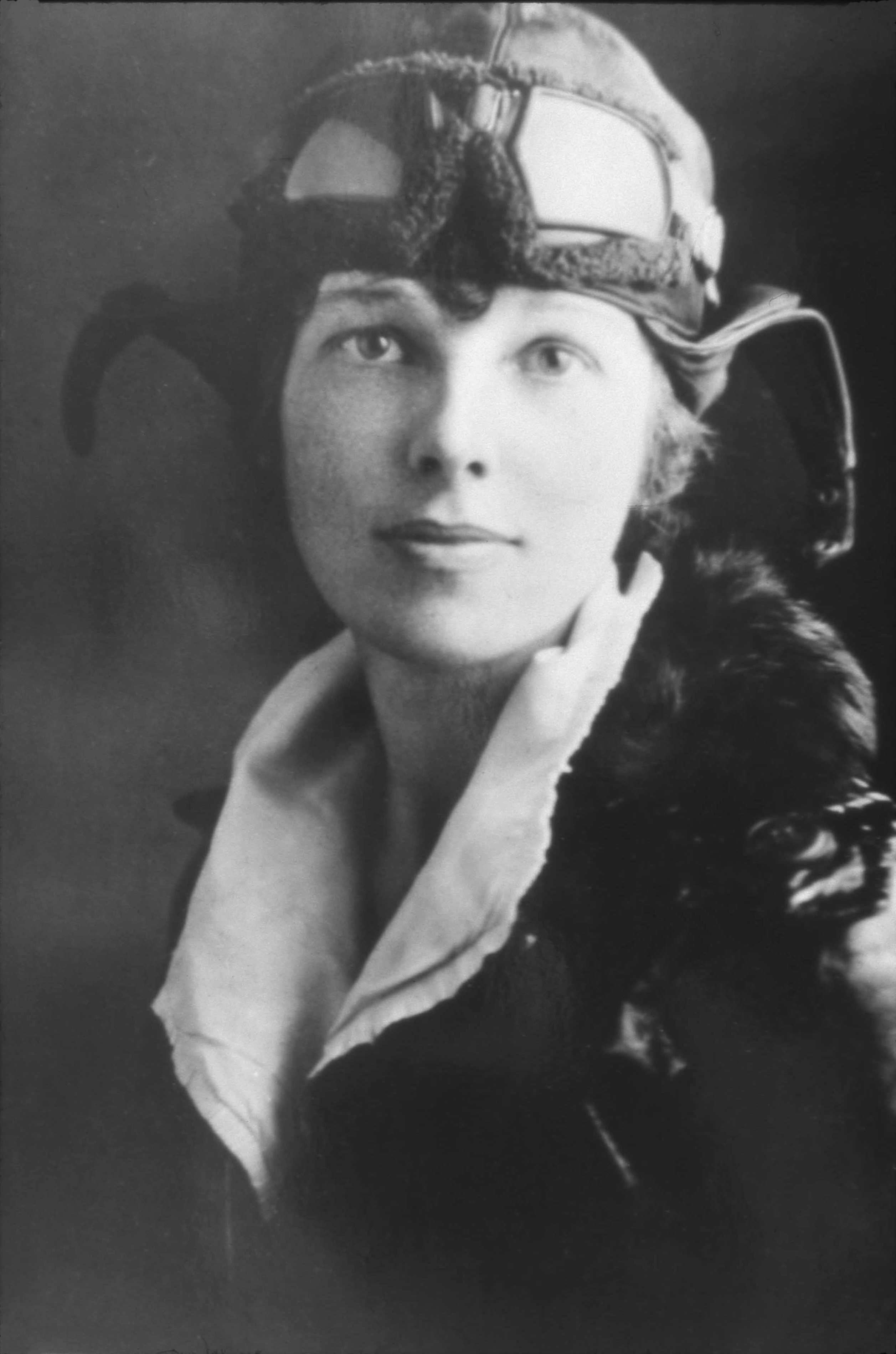
Ritratto di Amelia Earhart

A causa di una serie d'incomprensioni o errori (i dettagli dei quali sono rimasti controversi), l'avvicinamento finale a Howland mediante navigazione radio non ebbe successo. Fred Noonan aveva scritto in precedenza di problemi circa la precisione della navigazione mediante la radio. Alcune fonti hanno citato l'apparente non buona comprensione, da parte di Earhart, del radiorilevamento con antenna a telaio Bendix, che all'epoca era una tecnologia molto nuova. Un'altra causa citata sono le possibili confusioni dovute al fatto che l'Itasca e Earhart avevano pianificato le loro comunicazioni usando due sistemi con una differenza di tempo di mezz'ora: Earhart faceva riferimento all'ora legale di Greenwich (GCT, Greenwich Civil Time) mentre l'Itasca si basava sul sistema navale di individuazione del fuso orario.
Le riprese cinematografiche girate a Lae suggeriscono che l'antenna montata al di sotto della fusoliera possa essere stata strappata dall'Electra sovraccarico, durante il rullaggio o il decollo da Lae, sebbene essa non sia stata ritrovata. Don Dwiggins, nella sua biografia di Paul Mantz (che assistette Earhart e Noonan nella pianificazione del volo), riporta che gli aviatori avevano tagliato l'antenna a filo (del tipo detto long-wire o random wire), per evitarsi il fastidio di doverla ritirare nell'aereo dopo l'uso.

#### Segnali radio
Durante l'avvicinamento di Earhart e Noonan all'isola di Howland, l'Itasca ricevette trasmissioni voce forti e chiare da Earhart, che si identificava come KHAQQ, ma evidentemente lei non ricevette le risposte dalla nave. Alle 7:42 del 2 luglio, Earhart trasmise: 
(Amelia Earhart)
Nella trasmissione delle 7:58 disse che non poteva sentire l'Itasca e chiese di inviare segnali vocali, così da poter tentare di trovare la posizione via radio (l'Itasca identificò questa trasmissione come il segnale più forte possibile, quindi Earhart e Noonan dovevano trovarsi nelle immediate vicinanze). Non potevano inviare segnali vocali alla frequenza richiesta, quindi vennero inviati invece segnali in codice Morse. Earhart segnalò di aver ricevuto questi segnali, ma disse di non essere in grado di determinare la loro direzione.
Nella sua ultima trasmissione conosciuta alle 8:43, Earhart trasmise «Siamo sulla linea 157 337. Ripeteremo questo messaggio. Ripeteremo questo messaggio a 6 210 kHz. Attendete». Comunque pochi momenti dopo era di nuovo sulla stessa frequenza (3 105 kHz) con una trasmissione che venne registrata come di qualità "discutibile": "Stiamo volando in linea nord e sud". La trasmissione di Earhart pareva indicare che lei e Noonan pensavano di aver raggiunto la posizione indicata sulla mappa per l'isola di Howland, che era errata di circa cinque miglia nautiche (10 km). Per un certo periodo di tempo l'Itasca usò le sue caldaie per generare fumo, ma evidentemente questo non fu visto. Le molte nuvole sparpagliate nell'area sopra Howland sono state citate come un problema: le loro ombre scure sulla superficie dell'oceano avrebbero potuto essere quasi indistinguibili dall'isola, a causa del suo profilo molto piatto.
Rimane controverso il fatto che segnali via radio venissero successivamente ricevuti di Earhart e Noonan. Se le trasmissioni vennero ricevute dall'Electra, la maggior parte, se non tutte, furono deboli e troppo disturbate. La trasmissione voce di Earhart a Howland era sulla frequenza 3 105 kHz, una frequenza riservata all'uso dell'aviazione dalla FCC. Questa frequenza non era ritenuta adatta per trasmissioni su lunghe distanze. Quando Earhart era ad altitudine di crociera e a metà strada tra Lae e Howland (oltre 1 000 miglia di distanza da entrambe), nessuna delle due stazioni ricevette la sua trasmissione programmata alle 8:15 GCT. Inoltre la trasmittente da 500 watt usata da Earhart era collegata a un'antenna di tipo V, dalla lunghezza inadeguata.
L'ultima trasmissione voce ricevuta a Howland da Earhart indicava che lei e Noonan stavano volando lungo una linea di posizione (presa su una "linea del sole" orientata su 157-337 gradi) che Noonan avrebbe calcolato e disegnato su una mappa come passante attraverso Howland. Dopo aver perso contatto con Howland si tentò di raggiungere gli aviatori con trasmissioni sia radio sia in codice Morse. Operatori radio in tutto il Pacifico e negli Stati Uniti potrebbero aver ricevuto segnali dall'Electra, ma questi erano inintelligibili o deboli. Alcune di queste trasmissioni erano dubbie, ma altre paiono essere state autentiche. Rilevamenti delle stazioni della Pan American Airways indicano segnali provenienti da diverse posizioni, inclusa Nikumaroro. All'epoca si ritenne che se questi segnali provenivano da Earhart e Noonan, questi dovevano essere atterrati sulla terraferma con l'aereo perché in caso di ammaraggio l'acqua avrebbe cortocircuitato il circuito elettrico dell'Electra.
Segnali sporadici vennero riportati per quattro o cinque giorni dopo la sparizione, ma nessuno riportò alcuna informazione comprensibile. Il capitano della Colorado successivamente disse «Non c'era alcun dubbio che molte stazioni radio stessero chiamando sulla frequenza dell'aeroplano di Earhart, alcune per voce e altre per segnale. Tutto ciò si aggiunse alla confusione e rende dubbia l'autenticità delle segnalazioni».
Di fatto, Earhart, Noonan e l'aereo su cui viaggiavano sparirono senza arrivare a destinazione. La notizia fece presto il giro del mondo. Il presidente Roosevelt autorizzò le ricerche con l'impiego di nove navi e 66 aerei per un costo stimato di circa quattro milioni di dollari. Le navi e gli aerei impegnati nella ricerca, il cui comandante era amico personale di Amelia, non giunsero sul luogo se non dopo cinque giorni. Le ricerche vennero interrotte il 18 luglio dopo aver cercato su una superficie di 250 000 miglia quadrate di oceano.

#### Operazioni di soccorso
Circa un'ora dopo l'ultimo messaggio registrato di Earhart, l'Itasca incominciò una ricerca che risultò infruttuosa a nord e a est dell'isola di Howland, basandosi sulle assunzioni iniziali sulla provenienza delle trasmissioni dell'aereo. La Marina statunitense si unì ben presto alle ricerche e nel giro di tre giorni inviò le risorse disponibili nell'area di ricerca nelle vicinanze dell'isola di Howland. Durante le ricerche iniziali l'Itasca percorse la linea 157/337 della posizione a nord-nord-ovest dell'isola di Howland, quindi cercò nell'area corrispondente a nord-est dell'isola, cercando in una zona più ampia di quella cercata nella zona nord-ovest. Basandosi sulla posizione presunta di diverse presupposte trasmissioni radio di Earhart alcuni degli sforzi di ricerca vennero dirette a una posizione 281 gradi a nord-ovest dell'isola di Howland senza trovare terra o resti degli aviatori. Il 6 luglio 1937, quattro giorni dopo l'ultima trasmissione radio verificata di Earhart, il comandante della nave da battaglia Colorado ricevette l'ordine dal 14° Naval District, con base a Pearl Harbor, di assumere il controllo di tutte le unità di marina e della guardia costiera per coordinare gli sforzi di ricerca.
Sforzi successivi furono indirizzati verso le isole della Fenice a sud di Howland. Una settimana dopo la sparizione, un aereo da ricognizione imbarcato sulla Colorado volò sopra diverse isole del gruppo incluso Nikumaroro (all'epoca detta isola di Gardner), che era disabitata da oltre 40 anni. Il rapporto su Gardner dice: «Segni di abitanti recenti sono chiaramente visibili, ma ripetuti giri e avvicinamenti non hanno ricevuto alcuna segnalazione in risposta dai possibili abitanti e infine si è assunto che non ve ne fossero... all'estremità occidentale dell'isola una nave a vapore (di circa 4 000 tonnellate) è arenata, con la prua quasi a secco sulla spiaggia corallina con la chiglia rotta in almeno due punti. La laguna di Gardner pare sufficientemente profonda e certamente grande abbastanza che un idroplano o anche un aeroplano possa atterrare o decollare in una qualunque direzione con poca o nessuna difficoltà. Se ne avesse avuto la possibilità, si ritiene che miss Earhart possa essere atterrata in questa laguna e aver nuotato o guadato fino a riva.».
Scoprirono anche che la forma e dimensione di Nikumaroro come riportata sulle mappe era completamente errata. Altri sforzi della marina furono diretti a nord, ovest e sudovest di Howland, basandosi sulla possibilità che l'Electra fosse ammarato nell'oceano e fosse rimasto a galla o che gli aviatori fossero in una zattera di emergenza. Le ricerche ufficiali terminarono il 19 luglio 1937. Con un costo di 4 milioni di dollari, le operazioni di ricerca della Marina e della Guardia Costiera furono la più costosa e intensa operazione di ricerca della storia degli Stati Uniti fino a quel momento, ma le tecniche di ricerca e salvataggio dell'epoca erano rudimentali e alcune delle operazioni di ricerca si basarono su assunzioni errate e informazioni non corrette.
I rapporti ufficiali della ricerca furono influenzati da cautela riguardo a come il costo nella ricerca di Earhart avrebbe potuto essere riportato dalla stampa. Nonostante gli sforzi non furono trovate tracce di Earhart, Noonan o dell'Electra 10E. La portaerei Lexington, la nave da battaglia Colorado, l'Itasca (e anche due navi giapponesi, il vascello oceanografico Koshu e la nave appoggio idrovolanti Kamoi) cercarono per sei/sette giorni ognuna, coprendo 390 000 km². Immediatamente dopo il termine delle ricerche ufficiali, Putnam finanziò una ricerca privata presso le autorità locali delle isole del Pacifico vicine, concentrandosi sulle Gilberts.
Alla fine del luglio 1937 Putnam, il marito, affittò due piccole navi e dagli Stati Uniti diresse la ricerca sulle isole della Fenice, Kiribati, Tabuaeran, le isole Gilbert e le Marshall, senza trovare tracce dell'Electra e dei suoi occupanti. Negli Stati Uniti Putnam divenne l'affidatario delle proprietà di Earhart così da poter pagare le operazioni di ricerca. Putnam richiese l'esenzione dal periodo di sette anni per la dichiarazione di morte presunta presso la corte di Los Angeles così da poter gestire le finanze di Earhart. A causa di ciò Earhart venne dichiarata legalmente morta il 5 gennaio 1939.

## Teorie sulla scomparsa della Earhart

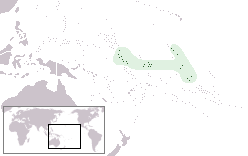
L'arcipelago moderno di Kiribati. Al centro il gruppo delle isole della Fenice di cui fa parte l'isola Gardner, ora rinominata Nikumaroro

Dopo la scomparsa di Earhart e di Noonan emersero molte teorie per spiegare l'accaduto. Due di queste risultano le più accreditate tra ricercatori e storici.

### Teoria dell'incidente e affondamento
Molti ricercatori ritengono che l'Electra, a corto di carburante, avesse effettuato un ammaraggio di emergenza e Earhart e Noonan fossero poi annegati. L'ingegnere aeronautico e navigatore d'aereo Elgen Long e sua moglie Marie K. Long hanno dedicato 35 anni alla ricerca di riscontri per la teoria dell'incidente e affondamento, che è una delle più accettate spiegazioni per la scomparsa degli aviatori. Il capitano Laurance F. Safford, della United States Navy, che era responsabile nel periodo tra le due guerre mondiali del Mid Pacific Strategic Direction Finding Net, la rete militare statunitense per la ricerca di informazioni dell'oceano Pacifico centrale, e quindi impegnato nella decodifica del codice crittografico utilizzato dai giapponesi PURPLE, poi utilizzato per l'attacco a Pearl Harbor, incominciò negli anni settanta un lungo studio sul volo di Earhart.
Nelle sue ricerche esaminò la complicata documentazione relativa alle trasmissioni radio dell'epoca, arrivando alla conclusione che si fosse trattato di un caso di scarsa pianificazione ed esecuzione ancora peggiore. Il contrammiraglio della US Navy Richard R. Black, che era il responsabile amministrativo dell'aeroporto sull'isola di Howland e presente all'epoca dei fatti nella sala radio dell'Itasca, dichiarò nel 1982 che l'Electra finì in mare all'incirca alle 10 del mattino del 2 luglio 1937 non lontano da Howland".
Lo storico britannico dell'aviazione Roy Nesbit analizzò i resoconti dell'epoca e la corrispondenza di Putnam e concluse che l'aereo di Earhart non era stato completamente rifornito a Lae. William L. Polhemous, il navigatore del volo di Ann Pellegreno del 1967, che ripercorse fedelmente il volo di Earhart e Noonan, studiò le carte di navigazione del 2 luglio 1937 e ritenne che Noonan poteva aver commesso un errore di calcolo nel tracciare la rotta verso l'isola di Howland cercando di raggiungerla direttamente, invece di pianificare un avvicinamento ottimizzato per trovare la piccola isola dall'alto.
David Jourdan, un ex-sommergibilista ed esperto in recuperi oceanici, attraverso la sua compagnia di ricerche Nauticos ha effettuato una estesa campagna di ricerche sul fondo oceanico esplorando un quadrante di mare di 3100 km² a nord e a ovest dell'isola di Howland nel corso di due spedizioni nel 2002 e 2006, spendendo un totale di 4,5 milioni di dollari, senza trovare nulla. La zona delle ricerche Jourdan la ricavò dalle ultime coordinate trasmesse per radio da Earhart e dallo studio del lavoro di Elgen Long. Jourdan concluse che "L'analisi di tutti i dati che abbiamo - carburante, chiamate radio e altro - mi dice che l'aereo finì in acqua lontano dall'isola Howland.". George Palmer Putnam Jr., nipote di Earhart, pare avrebbe dichiarato che "l'aereo semplicemente finì il carburante".

### L'ipotesi di Gardner Island

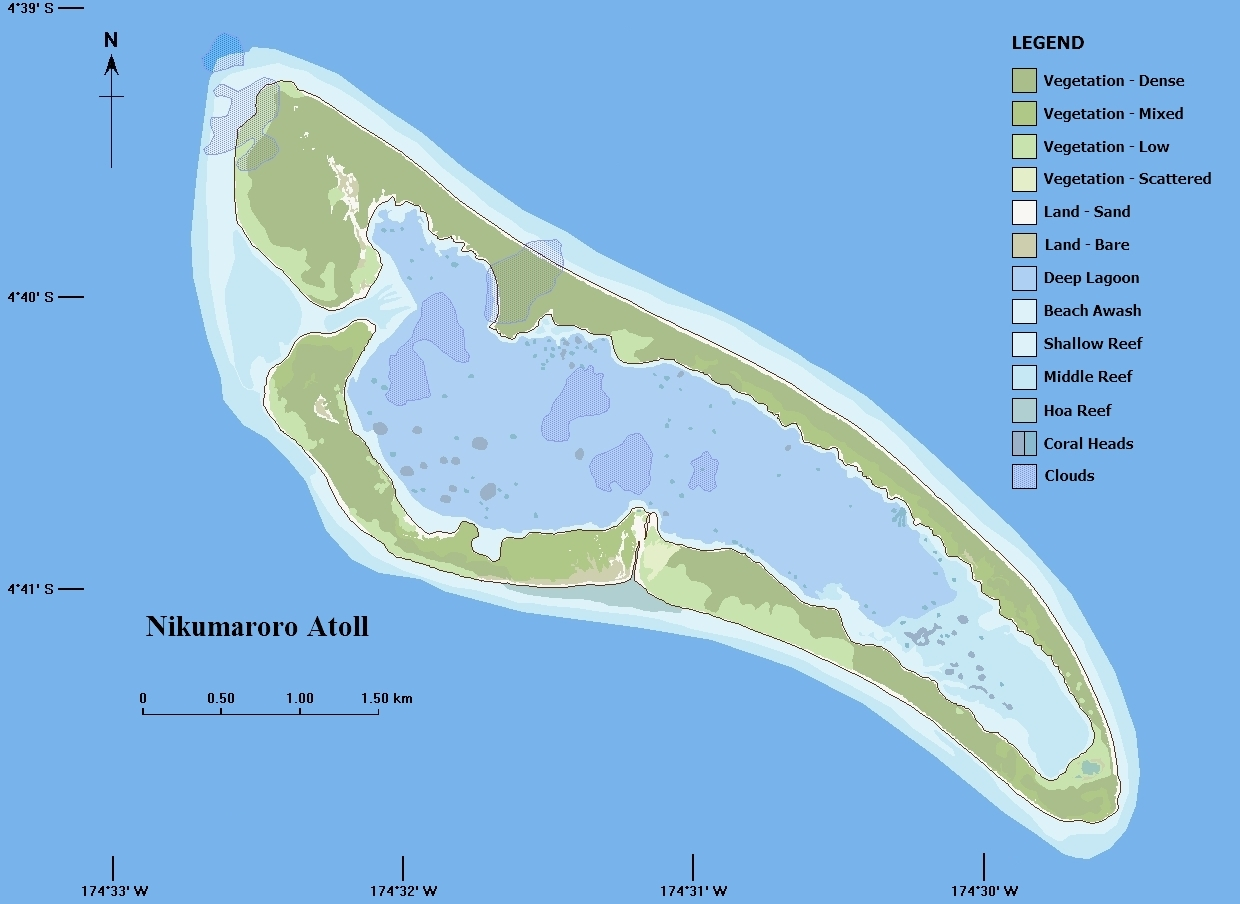
L'atollo di Nikumaroro, in passato denominato Gardner Island

Subito dopo la scomparsa di Earhart e di Noonan, la marina militare statunitense, Paul Mantz e la madre di Earhart che convinse G.P. Putnam a effettuare una ricerca nell'arcipelago delle isole della Fenice, riportarono di comune accordo la convinzione che il volo fosse finito nelle isole della Fenice, ora parte dello Stato di Kiribati e a 560 km a sudest dell'isola di Howland.

### Teorie alternative sulla scomparsa di Amelia Earhart
Una teoria alternativa vede Amelia coinvolta in una missione di spionaggio. Secondo questa teoria, in una sosta erano stati potenziati i motori dell'Electra in modo tale che l'aereo potesse compiere una rotta più ampia, per arrivare a Howland nello stesso tempo che avrebbe impiegato viaggiando in linea retta. Questa teoria sostiene anche che furono montate delle potenti macchine fotografiche. Infine la trasvolatrice avrebbe poi simulato un'avaria in modo tale da permettere agli statunitensi di compiere le loro manovre. Il volo fu però compiuto di notte.
Esiste anche un'altra teoria, secondo cui Earhart sarebbe stata fatta prigioniera dai giapponesi con l'accusa di essere una spia e in seguito giustiziata. Una donna affermò di averle parlato via radio mentre era tenuta prigioniera. Un'altra donna fornisce un'ulteriore testimonianza su alcuni dialoghi scambiati con una presunta Amelia, aggiungendo di aver assistito al momento dell'esecuzione; afferma di aver taciuto per più di 30 anni temendo che, parlando di Earhart, avrebbe potuto essere arrestata.
Secondo il documentario della National Geographic Where's Amelia Earhart? (2008), Amelia sarebbe stata prigioniera dei giapponesi con l'accusa di essere una spia e sarebbe morta giustiziata o per la dissenteria. Inoltre il documentario raccoglie numerose testimonianze, anche di soldati giapponesi che giurerebbero di aver incontrato Earhart prigioniera insieme con Frederick J. Noonan tra le isole Marshall e Palau. Un ex soldato statunitense di stanza in Pacifico, sempre nel documentario, ha giurato sulle sue due medaglie al valore, di aver trovato a Guam una cassaforte con all'interno una valigetta che conteneva documenti e mappe riconducibili sempre a Earhart e di averli consegnati a un ufficiale ma di quei documenti non si è saputo più nulla. Secondo un'altra versione sarebbe sopravvissuta ai campi di prigionia e poi tornata in America sotto il falso nome di Irene Craigmile Bolam, trascorrendo una tranquilla anzianità, ma esami forensi nel 2006 hanno concluso che Bolam non è Earhart.
Nel 2017 secondo un'inchiesta di History Channel attraverso il documentario dal titolo Amelia Earhart: The Lost Evidence, questo trasmette una foto in bianco e nero dove sarebbero presenti Amelia Earhart seduta di spalle e vicino a lei un uomo di origine caucasica dalle sembianze di Noonan dopo la loro presunta scomparsa nell'atollo Jaluit, nelle isole Marshall, zona controllata a quel tempo dal Giappone. Nei giorni successivi il blogger giapponese Kota Yamano, esperto di storia militare, ha screditato immediatamente la foto dopo aver trovato a sua volta in un archivio della Biblioteca della Dieta nazionale del Giappone la stessa immagine risalente al 1935, cioè due anni prima della loro scomparsa.

### Presunti ritrovamenti e analisi
Il giorno 18 agosto 2012 viene data la notizia del presunto ritrovamento di alcune parti di un relitto aereo, potenzialmente riconducibili all'Electra di Earhart, da parte di un team di ricerca che avrebbe ri-analizzato tutti i dati raccolti negli anni dalle precedenti spedizioni. Il corrispondente da Honolulu dell'agenzia stampa Reuters riferisce che il team di ricercatori ha girato un video subacqueo nelle acque antistanti l'isola di Nikumaroro, nelle isole della Fenice, nello Stato di Kiribati. Il video mostra una distesa di frammenti che possono essere riconducibili all'aereo della pilota statunitense scomparsa nel 1937.
Il video è stato girato nel luglio 2012 dal Gruppo internazionale per il recupero di velivoli storici (International Group for Historic Aircraft Recovery) Tighar, durante una spedizione sull'isola a 2 900 chilometri circa a nordest di Honolulu. Il Gruppo internazionale Tighar ha incominciato le ricerche nel 1988. Fu in quell'anno infatti che il Tighar incominciò un progetto per investigare sulla scomparsa di Earhart e di Noonan e finora ha inviato sei spedizioni sull'isola. Nel 1940, Gerald Gallagher, un ufficiale britannico e pilota, trasmise per radio ai suoi superiori per informarli che aveva trovato uno scheletro probabilmente di una donna, insieme con un'antica scatola di un sestante sotto un albero nella punta sudorientale dell'isola disabitata di Gardner Island, oggi Nikumaroro nello Stato di Kiribati. Anche sulla base di questo ritrovamento, il Tighar ipotizza che gli aviatori potrebbero aver volato mantenendo la stessa rotta senza ulteriori trasmissioni radio per altre due ore e mezzo a partire dall'ultima posizione comunicata, arrivando proprio a Nikumaroro. Dopo essere atterrati sulla piatta barriera corallina vicino al relitto della nave SS Norwich City, gli occupanti dell'aereo sarebbero in seguito deceduti. Le ricerche del Tighar che portano a questa conclusione, sono supportate da reperti e dichiarazioni di testimoni.
I resti umani trovati da Gerlad Gallagher furono inviati alle Figi, dove nel 1941 le autorità coloniali britanniche eseguirono dettagliate misure delle ossa e conclusero che erano di un uomo alto un metro e 64 centimetri. Ma nel 1998 un'analisi delle misure riportate dagli antropologi forensi, evidenziò che lo scheletro poteva appartenere a una "donna alta, bianca e di origine nord europea". Le ossa sono andate smarrite nelle isole Figi e non sono state più ritrovate.
Nel 2007, una spedizione del Tighar visitò Nikumaroro alla ricerca di parti dell'aereo e DNA degli scomparsi. Del gruppo facevano parte ingegneri e tecnici di varie discipline. Vennero ritrovati diversi manufatti d'incerta origine sull'atollo, spesso spazzato dai venti, compresi alcuni supporti di bronzo che potrebbero essere stati parte dell'aereo di Earhart e una parte di cerniera lampo, forse parte della tuta di volo. Nel 2010 il gruppo di ricerca dichiarò di aver trovato alcune ossa, facenti parte di un dito umano. Successive verifiche con il DNA presso l'Università dell'Oklahoma nel 2011 non sono state in grado di fornire utili elementi e neanche verificare se le ossa fossero umane o di tartaruga marina.
L'8 marzo 2018 una nuova analisi pubblicata sulla rivista Forensic Anthropology ha stabilito che i resti trovati nel 1940 sull'isola di Nikumaroro appartengono all'aviatrice statunitense. La ricerca è stata condotta da Richard Jantz, dell'Università del Tennessee, le cui analisi hanno rivelato che la somiglianza dei resti ad Amelia Earhart era maggiore rispetto al 99% di altri individui di riferimento.
Tale affermazione è stata successivamente messa in dubbio, poiché le misure usate sono state prese essenzialmente da fotografie, e la loro validità non è ampiamente accettata.
Il 27 gennaio 2024, nell'ambito di una spedizione marina voluta e finanziata dall’ex ufficiale dell’intelligence dell’aviazione USA Tony Romeo, viene annunciato dalla Deep Sea Vision (società specializzata in esplorazioni marine di cui Romero è sia CEO che pilota) che, durante l'esplorazione marina di 5.200 miglia quadrate svolta tra il settembre e il dicembre 2023 attraverso un drone sottomarino, è stato scansionato col sonar un oggetto che, per dimensioni e forma, potrebbe essere l'aereo di Earhart ancora intatto - facilmente riconoscibile nella immagine sonar dalla forma particolare della coda - posato su un fondale di 5000 metri a circa 100 miglia dall'Isola Howland. Il progetto prevede ora un'ulteriore conferma, seguita da uno studio per capire lo stato del sito, della fanghiglia e della sabbia. Successivamente verrà valutata la possibilità di sollevare l'aeroplano in superficie e il suo ripristino. Si ipotizza che l'intero processo potrebbe richiedere dai 5 ai 10 anni. Il 6 novembre 2024 dopo 11 mesi di ricerche, la società ha dichiarato che l'immagine raccolta dal drone sottomarino raffigurava una formazione rocciosa naturale.

## Nella cultura di massa

### Cinema

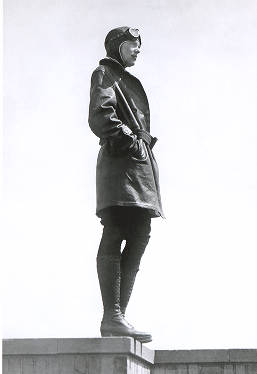
Amelia Earhart in una foto del 1930

- Il film Aquile sul Pacifico (Flight for Freedom) del 1943 si ispira alla vita di Amelia.
- Nel 2009 è stato realizzato un film biografico sulla sua vita intitolato Amelia. Il film è diretto da Mira Nair e interpretato da Hilary Swank, nel ruolo di Amelia Earhart.
- Nel film Una notte al museo 2 - La fuga, Amelia Earhart diventa la protagonista femminile del film e aiuterà il protagonista nella sua avventura. L'interprete della Earhart è l'attrice Amy Adams.
- Nella versione originale del film Il corvo, viene citata nella battuta: «"This the victim?" "No, it's Amelia Earhart. We found her, detective, and you missed it."», tradotta in italiano con «"È la vittima?" "No ispettore. È Amelia Earhart. Noi l'abbiamo trovata, detective, e voi ve lo siete perso."».
- Nel film comico Una pallottola spuntata 33⅓ - L'insulto finale, il protagonista, spulciando un archivio, trova tra le cartelle contenenti i più celebri casi irrisolti della storia americana, tra le quali una intestata con l'aviatrice.

### Televisione
- Nell'episodio Una nuova terra (titolo originale: The 37's) di Star Trek: Voyager, Amelia Earhart viene rapita dagli extraterrestri, trasferita su un altro pianeta e ibernata per secoli.
- Alla fine dell'episodio Terra Nova di Star Trek: Enterprise, viene citata da Travis Mayweather che elenca a T'Pol alcuni misteri irrisolti del pianeta Terra.
- Nella sigla iniziale della stessa serie di Star Trek - Enterprise viene mostrata per alcuni secondi Amelia Earhart mentre sale sul suo aereo.
- Nell'episodio "Trappola per samaritani" di Star Trek - The Next Generation viene citata una "base stellare Earhart", dove Picard era di stanza mentre era in attesa del suo primo incarico.
- Nell'episodio La lotteria (nona stagione episodio 18) di Friends, Ross afferma che gli sarebbe piaciuto sapere cosa sia davvero accaduto ad Amelia Earhart.
- Nella miniserie televisiva Taken, Amelia Keys si presenta a Jesse Keys dicendo di chiamarsi proprio come la pilota scomparsa anni prima.
- Il 12 giugno 1994 negli Stati Uniti d'America viene mandato in onda il film tv Amelia Earhart: The Final Flight; in quell'occasione Amelia fu interpretata da Diane Keaton.
- Nel 1997 Apple utilizzò l'immagine di alcuni personaggi celebri, tra cui Amelia Earhart, per la campagna pubblicitaria Think different di TBWA\Chiat\Day.
- Una storia molto simile alla sua vicenda è presente nell'episodio Fuori dal tempo della prima stagione del telefilm Torchwood.[69]
- Amelia Earhart è uno dei personaggi principali nella seconda parte della decima stagione di American Horror Story, dove è interpretata da Lily Rabe.
- Nell'episodio Pria di The Orville (episodio 5, prima stagione), Pria dice che potrebbe far conoscere Amelia Earhart al comandante, avendola salvata e portata nel futuro.
- Amelia Earhart compare negli episodi 6x02 e 6x06 della serie DC dell'Arrowverse Legends of Tomorrow.

### Musica
Amelia Earhart viene citata in alcune canzoni, tra cui:
- Amelia di Joni Mitchell;
- Dinner With Gershwin di Donna Summer
- Someday We'll Know dei New Radicals, cantata in seguito anche da Mandy Moore e Jon Foreman e dagli America nel loro album Back Pages;
- I Miss My Sky (Amelia Earhart's Last Days) di Heather Nova;
- Amelia di Vanessa Peters & Ice cream on mondays;
- Amelia Earhart degli Handsome Family;
- L'aviatrice di Antonella Ruggiero, è un brano che la cantante italiana ha voluto dedicare alla storia e alla memoria di Amelia. Contenuto nell'album del 2003 dal titolo Antonella Ruggiero;
- Amelia Earhart di Susanna Parigi, brano composto dalla cantante e autrice italiana, ispirato alla storia della celebre prima aviatrice. Contenuto nell'album del 1999 dal titolo Scompost;
- "In search of Amelia Earhart" album di Ian Matthews degli anni settanta;
- Flying Sorcery di Al Stewart nell'album Year of the cat;
- Amelia's Dream - I Wish I Could Fly dall'album The Garden degli Unitopia nel quale è inserito anche parte di un discorso della famosa aviatrice;
- The Canary della band canadese Protest the hero, dall'album "Palimpsest";
- Amelia brano presente nell'album solista "Marathon" di Mark Kelly, tastierista dei Marillion è dedicato all'aviatrice americana.

### Letteratura
- Viene anche presa come modello per uno dei libri di Jeffery Deaver Lo scheletro che balla in cui una delle protagoniste ispirandosi al personaggio di Amelia, decise di seguire la carriera di aviatrice.
- Nel libro Eroi dell'Olimpo: l'eroe perduto di Rick Riordan si legge dalle parole di Eolo: "Per non parlare poi di quell'Amelia Earhart! Continuo a ricevere telefonate furiose dall'Olimpo in cui mi chiedono di buttarla giù dal cielo!".

### Videogiochi
- Nel simulatore di volo della Microsoft Flight Simulator 2004 è possibile prendere i comandi del famoso aereo di Amelia Earhart: il Lockheed Vega.
- Nel gioco Animal Crossing: Let's Go to the City appare un'abitante chiamata Amelia, un'aquila: probabilmente un omaggio allo spirito volante della pilota.
- Nel videogioco del 2016 Uncharted 4: Fine di un ladro per Playstation 4 nel capitolo 16 "I fratelli Drake" girando per la villa troverete su una scrivania un messaggio di Amelia Earhart indirizzato alla proprietaria della villa.
- Nel videogioco del 2023 Starfield, un clone di Amelia compare in un avamposto ed è poi reclutabile come membro dell'equipaggio del protagonista.

### Fumetti
- Nella storia di Corto Maltese Mu - la città perduta pubblicata da Hugo Pratt nel 1990 compare il personaggio di Tracy Eberhard, una giovane aviatrice americana che atterra fortunosamente in un'isola del Pacifico col suo biplano: il personaggio è un omaggio ad Amelia Earhart, di cui riprende anche la fisionomia.
- Il personaggio di Amelia è anche inserito nella storia di Indiana Jones The Shrine of the Sea Devil, pubblicato dalla Dark Horse Comics nel settembre del 1994. In questa avventura l'aviatrice salva la vita al protagonista transitando sul tratto di mare dove la nave di Jones stava affondando, e issandolo fortunosamente a bordo del suo aereo.

### Civil Air Patrol
La Civil Air Patrol prevede fra i riconoscimenti da assegnare ai suoi migliori cadetti l'Amelia Earhart Award.